# ريتشارد براون (لاعب كرة قدم أمريكية)
ريتشارد براون (بالإنجليزية: Richard Brown) هو لاعب كرة قدم أمريكية بريطاني، ولد في 21 سبتمبر 1965 في ساموا.

## وصلات خارجية
- ريتشارد براون على موقع إي إس بي إن.كوم (أن.أف.أل)3
- ريتشارد براون على موقع مرجع كرة القدم المحترفة.كوم (الإنجليزية)
- ريتشارد براون على موقع IMDb (الإنجليزية)